# میوشی یاسوناگا
میوشی یاسوناگا ((به ژاپنی: 三好康長); سامورایی، دایمیو اهل ژاپن در اواخر دوره سنگوکو و دوره آزوچی-مومویاما بود. وی صاحب قلعه ایواکورا در ولایت آوا امروزه شهر میما، توکوشیما در استان توکوشیما بود. وی برادر میوشی موتوناگا بود.
تویوتومی هیده‌تسوگو (خواهرزاده تویوتومی هیده‌یوشی) فرزندخوانده وی بود.